# 趙英鎮
趙英鎮（韓語：조영진，1962年12月15日—），或譯趙榮辰、曹荣辰，韓國男演員、東亞放送藝術大學教授。

## 演出作品

### 電視劇
- 2008年：OCN《戀愛高手》飾演 金善生
- 2011年：SBS《49天》
- 2012年：KBS2《Big》飾演 徐仁旭
- 2014年：SBS《Three Days》飾演 總統秘書
- 2014年：SBS《江口故事》
- 2014年：KBS2《Drama Special－引發騷動的三個離家女子》飾演 尹會長
- 2014年：KBS2《Healer》飾演 金義燦
- 2015年：SBS《六龍飛天》飾演 閔霽
- 2015年：tvN《隱藏身份》飾演 李日漢
- 2016年：MBC《拖旅行箱的女人》
- 2017年：OCN《Voice》飾演 裴炳坤
- 2017年：KBS《Mad Dog》飾演 溫柱植
- 2018年：OCN《Voice2》飾演 裴炳坤
- 2020年：OCN《如实陈述》飾演 次長
- 2020年：TV朝鮮《風雲碑》飾演 山水道人
- 2022年：SBS《解讀惡之心的人們》飾演 李鎮哲
- 2022年：SBS《為何是吳秀才》飾演 李仁洙
- 2022年：ENA《Good Job》飾演 姜完秀
- 2023年：SBS《法錢》饰演 孙长官
- 2023年：Disney+《舊案尋兇2》饰演 韩宗锡

### 電影
- 1997年：《我身体里吹动的风—老人：路上的休息》饰演 乞丐
- 2002年：《停在空中的鸟》饰演 朴教授
- 2003年：《喜丧》饰演 阴间使者
- 2004年：《總統的理髮師》飾演 朴正熙
- 2006年：《突然有一天之第四层》饰演 朴炳斗
- 2006年：短片《童贞女们》
- 2007年：《密陽》饰演 朴道燮
- 2007年：《黑土地的少女》饰演 海坤
- 2007年：《打架》饰演 金组长
- 2008年：《我人生中最精彩的瞬间》饰演 宋教练
- 2009年：《能看见首尔吗》饰演 郑氏
- 2009年：《影子殺人》饰演 皇帝
- 2009年：《風願》饰演 小新的父亲
- 2010年：《事事件件—儿子的女人》饰演 男子
- 2010年：《娘家母亲》饰演 智淑的父亲
- 2010年：《解决士》饰演 赵贤哲
- 2010年：《不当交易》饰演 金会长
- 2011年：《藍鹽》饰演 博斯基
- 2012年：《领跑人》饰演 田径协会理事
- 2012年：《Howling》饰演 金明浩
- 2012年：《铁岩溪谷的血斗》饰演 永春
- 2012年：《间谍》饰演 郭次长（友情出演）
- 2013年：《偉大的隱藏者》饰演 金熙宽
- 2013年：《防毒面罩殺人狂》饰演 朱尚根
- 2013年：《K先生》饰演 秘书室长
- 2013年：《青春情话》饰演 允成的父亲
- 2014年：短片《父心宽如海》
- 2014年：《白專家》饰演 政焕的父亲
- 2014年：《音叉》饰演 千泰洙
- 2014年：短片《妻子家》
- 2015年：《地狱奶奶》饰演 朴长官
- 2015年：《影岛》饰演 法官（特别出演）
- 2015年：《何种谋杀》饰演 智恩的父亲（特别出演）
- 2015年：短片《母亲》
- 2017年：《另有他路》饰演 秀莞的父亲
- 2017年：《王的偵探事件簿》饰演 右议政
- 2017年：《挖掘机》饰演 先任下士
- 2018年：《金色梦想》饰演 刘荣国
- 2018年：《协商》饰演 具会长
- 2018年：短片《班常会》
- 2019年：《壞傢伙們：The Movie（朝鲜语：나쁜 녀석들: 더 무비）》飾演 盧尚植
- 2020年：《去海边吧》饰演 本人
- 2020年：《7月7日》饰演 仁国
- 2021年：《Live Hard》饰演 俱乐部老板
- 2023年：《對外秘密》饰演 长官（特别出演）
- 2023年：《單身首爾》饰演 贤珍的父亲

### 舞台剧
- 2006年：《High Life》
- 2007年：《至死不渝》
- 2008-2009年：《柏树林的记忆》
- 2009-2010年：《白樱桃》
- 2011年：《惩罚》
- 2012年：《茱莉小姐》
- 2015年：《巴尼亚叔叔》
- 2015年：《李尔王》
- 2016年：《宴会》

## 奖项荣誉
- 1986年：电影振兴公社青少年电影节效果奖
- 1997年：釜山话剧评论家协会年度优秀演技奖
- 2001年：韩国话剧协会首尔国际公演艺术节最佳男演员
- 2002年：第38届东亚话剧奖最佳演员[4]
- 2013年：第34届首尔话剧节最佳演员[5]

## 外部連結
- 趙英鎮在NAVER上的资料
- 趙英鎮在韩国电影数据库（KMDb）上的資料（韓語）
- 趙英鎮在互联网电影资料库（IMDb）上的資料（英文）
- 赵英镇在PlayDB网站上的资料